# Журбинці (Бердичівський район)
Журби́нці — село в Україні, у Гришковецькій селищній територіальній громаді Бердичівського району Житомирської області. Населення становить 287 осіб (2001).

## Географія
Селом тече річка Пустоха.

## Історія
Заснував село Антоній Журбинський осадивши в ньому 6 селян і назвав від власного прізвища.
Вперше згадується в інвентарі добр Тишкевичів-Лохойських від 7 жовтня 1593 року, в складі Кодненської волості.
У 1647 році Катерина Потоцька (уроджена Янковська) організувала наїзд на село у ході ворогувань з місцевою власницею Покривницькою.
У 1806—1841 р.р. — село Махнівського повіту. Мало церкву св.ап. Івана Богослова.
У 1906 році — село Солотвинської волості Житомирського повіту Волинської губернії. Відстань від повітового міста 33 верст, від волості 6. Дворів 140, мешканців 953.
У 1923—54 роках — адміністративний центр Журбинецької сільської ради Бердичівського району.
До 17 травня 2018 року село входило до складу Скаківської сільської ради Бердичівського району Житомирської області.

## Населення
Згідно з переписом УРСР 1989 року чисельність наявного населення села становила 366 осіб, з яких 142 чоловіки та 224 жінки.
За переписом населення України 2001 року в селі мешкали 283 особи.

### Мова
Розподіл населення за рідною мовою за даними перепису 2001 року:
| Мова       | Відсоток |
| ---------- | -------- |
| українська | 98,95 %  |
| російська  | 1,05 %   |